# Gibraltarská kuchyně

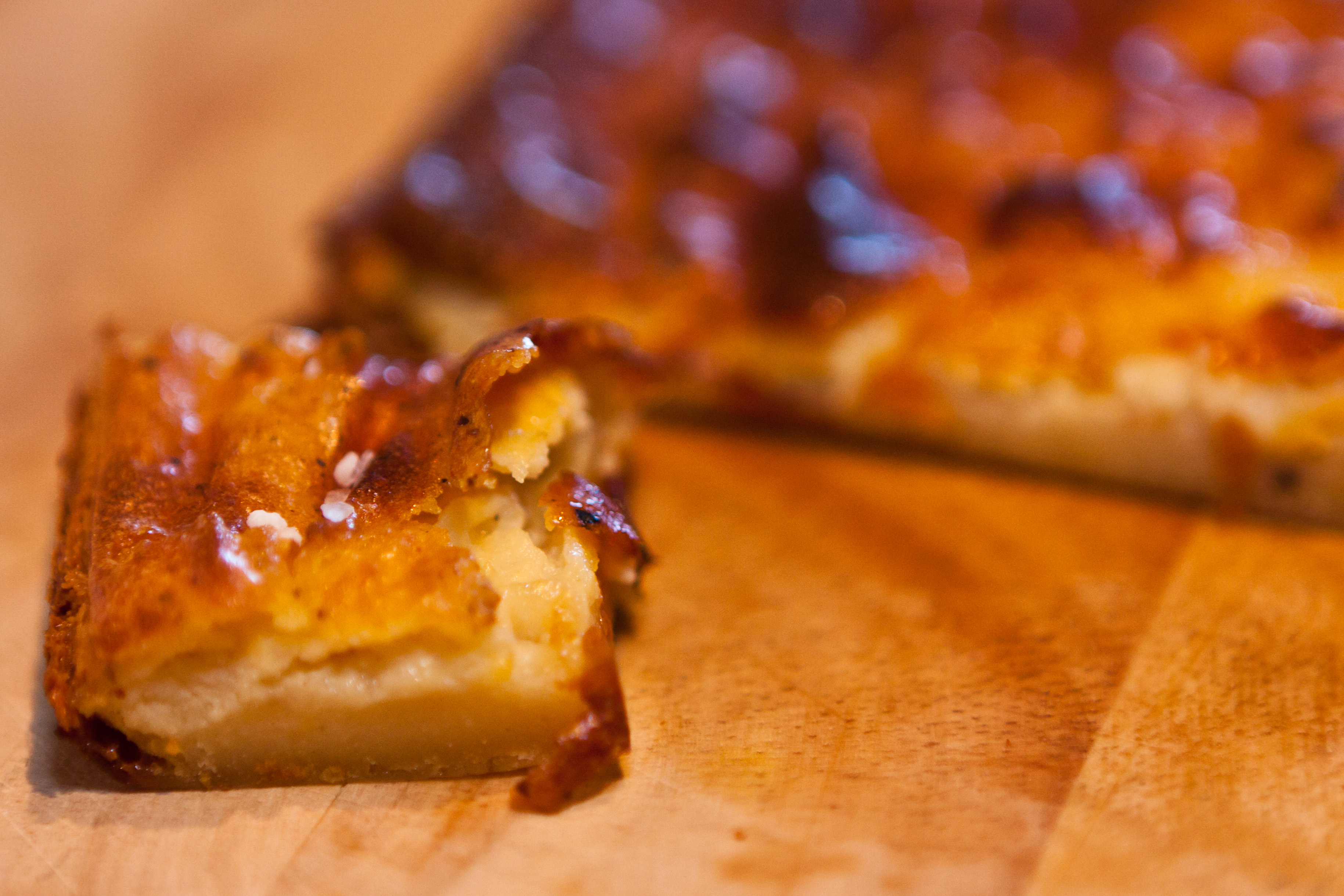
Calentita

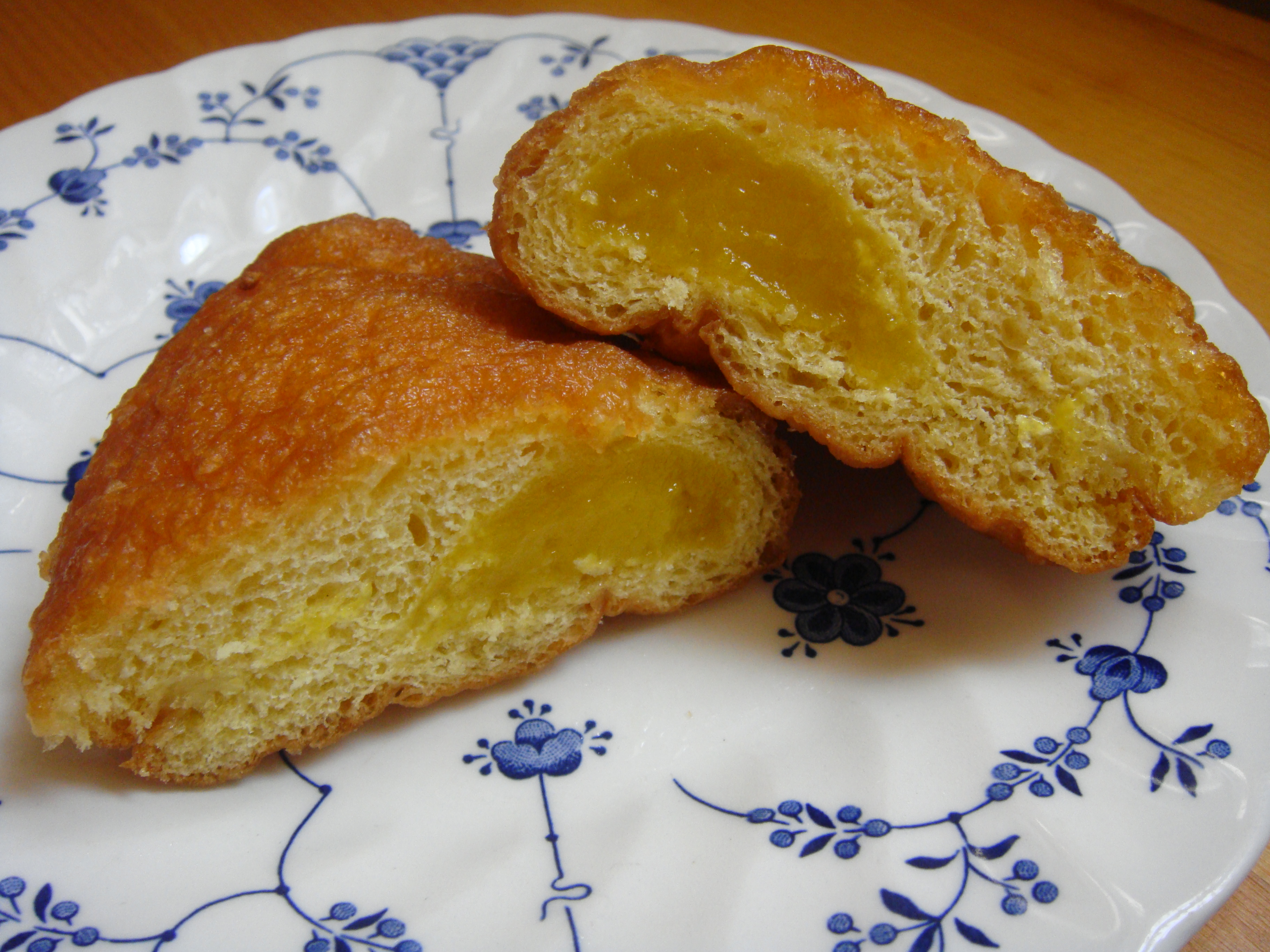
Japonesa

Gibraltarská kuchyně vychází z tradiční španělské kuchyně (hlavně z oblasti Andalusie), byla však ovlivněna i portugalskou, maltskou, italskou a hlavně britskou kuchyní. Spojuje v sobě prvky středomořské a britské kuchyně.

## Typická jídla
- Rosto – těstoviny italského původu, v rajčatové omáčce, s hovězím nebo vepřovým masem, s houbami a mrkví.
- Fideos al horno – těstoviny podobné řeckému pastisiu, skládá se z makarónů, boloňské omáčky, slaniny a vajec, případně z dalších ingrediencí, každá rodina má svůj recept.
- Calentita – pečivo z cizrnové mouky, olivového oleje, soli a pepře.
- Bollo de hornasso – sladké pečivo z mouky, cukru, másla a anýzu, někdy potřeno vajíčkem.
- Pan dulce – vánoční pečivo, z mouky, sádla, margarínu, cukru, rozinek, piniových oříšků, kandovaného ovoce a anýzového likéru.
- Rolitos – tenký plátek hovězího masa ve strouhance se slaninou, vejci, olivami, zeleninou a bylinami. Je buď pečený, smažený nebo vařený ve víně.
- Profiteroles – pečivo plněno šlehačkou s obvykle čokoládovou náplní.
- Japonesa – kobliha plněná pudinkem, potažená granulovaným cukrem nebo sirupem.